# Via XVI

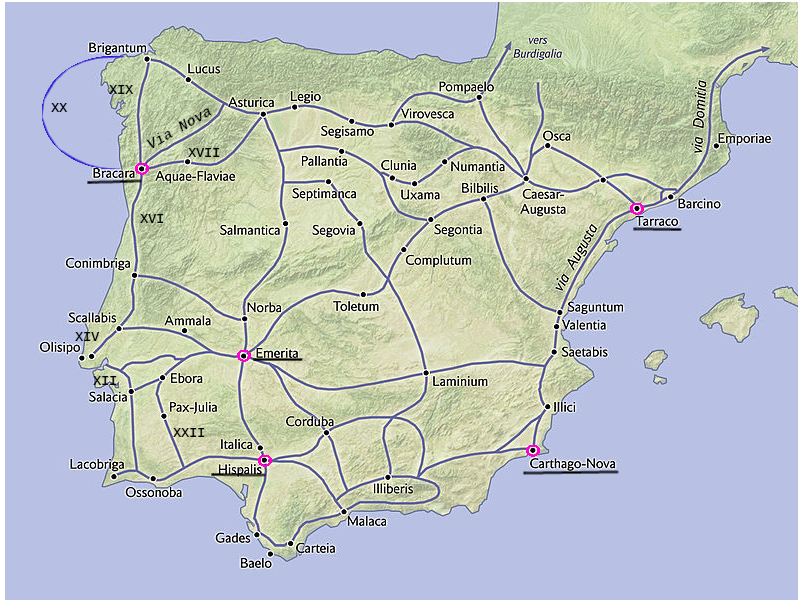
Vias romanas

A Via XVI era uma via romana do Itinerário Antonino que ligava a cidade de Olisipo (Lisboa) a de Brácara Augusta (Braga) passando pela cidade de Escálabis hoje Santarém, num total de 244 milhas romanas (cerca de 362 km). Ela é constítuida por vários sub-lanços:
- Brácara-Cale (Vila Nova de Gaia) percurso bem definido, de 35 milhas com 25 referências de miliários.
- Cale-Emínio (Coimbra) percurso indefinido, só com 4 referências de miliários.
- Emínio-Conímbriga 5 miliários em 8 milhas.
- Conímbriga-Seílio (Tomar) com 4 miliários mais 2 outros duvidosos.
- Seílio-Olisipo com 7 miliários, o ultimo encontrado na renovação da Casa dos Bicos em Lisboa (Campo das Cebolas)[1].

Sendo edificada no tempo de Augusto a via XVI foi bastante alterada no tempo de Adriano entre 133 e 134, pelo menos no seu traçado mais conhecido entre Bracara e Cale. Ainda hoje há 45 miliários desta via, existentes ou registados.

## Percurso
No itinerário de Antonino são citadas as seguintes etapas (mansões)  para a Via XVII:
| Mansio             | Milhas romanas entre cada (1 milha = 1480 m ) | Povoações actuais                                                   |
| ------------------ | --------------------------------------------- | ------------------------------------------------------------------- |
| 1 Olisipo          |                                               | Lisboa                                                              |
| 2 Jerábriga        | XXX                                           | Monte dos Castelinhos, Castanheira do Ribatejo, Vila Franca de Xira |
| 3 Escálabis        | XXXII                                         | Santarém                                                            |
| 4 Seílio           | XXXII                                         | Tomar                                                               |
| 5 Conímbriga       | XXXIV                                         | Conímbriga                                                          |
| 6 Emínio           | X                                             | Coimbra                                                             |
| 7 Talábriga        | XL                                            | Lamas do Vouga, Águeda                                              |
| 9 Langóbriga       | XXVIII                                        | Castro do Monte de Sta. Maria no Monte Redondo, Fiães               |
| 11 Cale            | XIII                                          | Vila Nova de Gaia                                                   |
| 13 Brácara Augusta | XXXV                                          | Braga                                                               |

## Fotografias

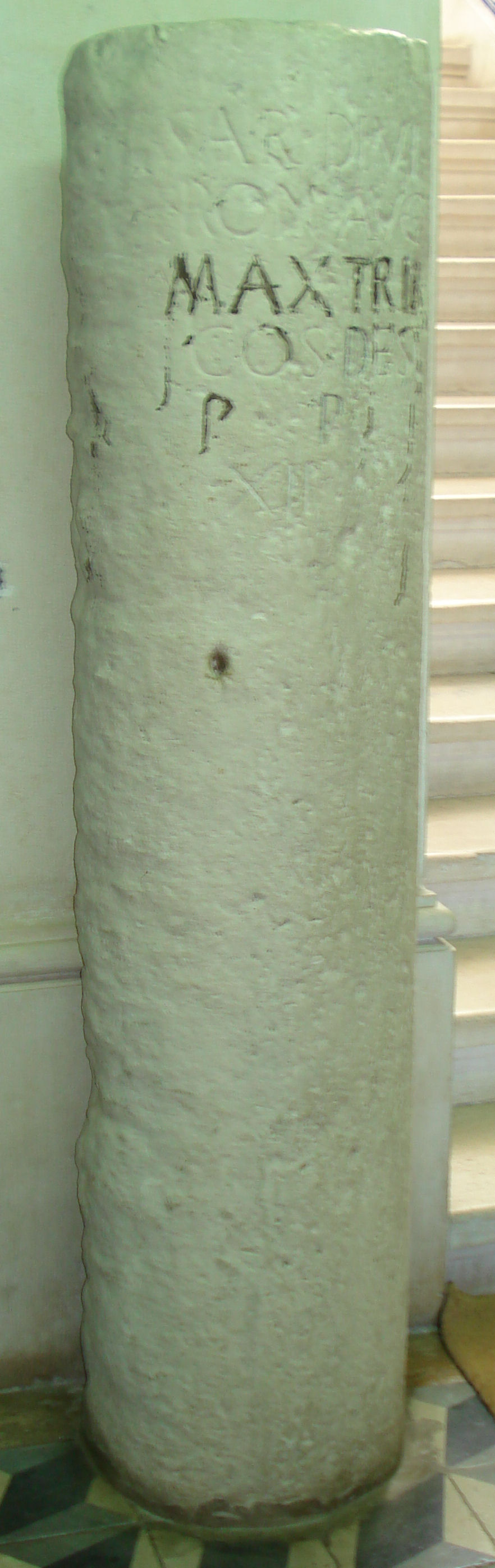
Miliário da Mealhada.
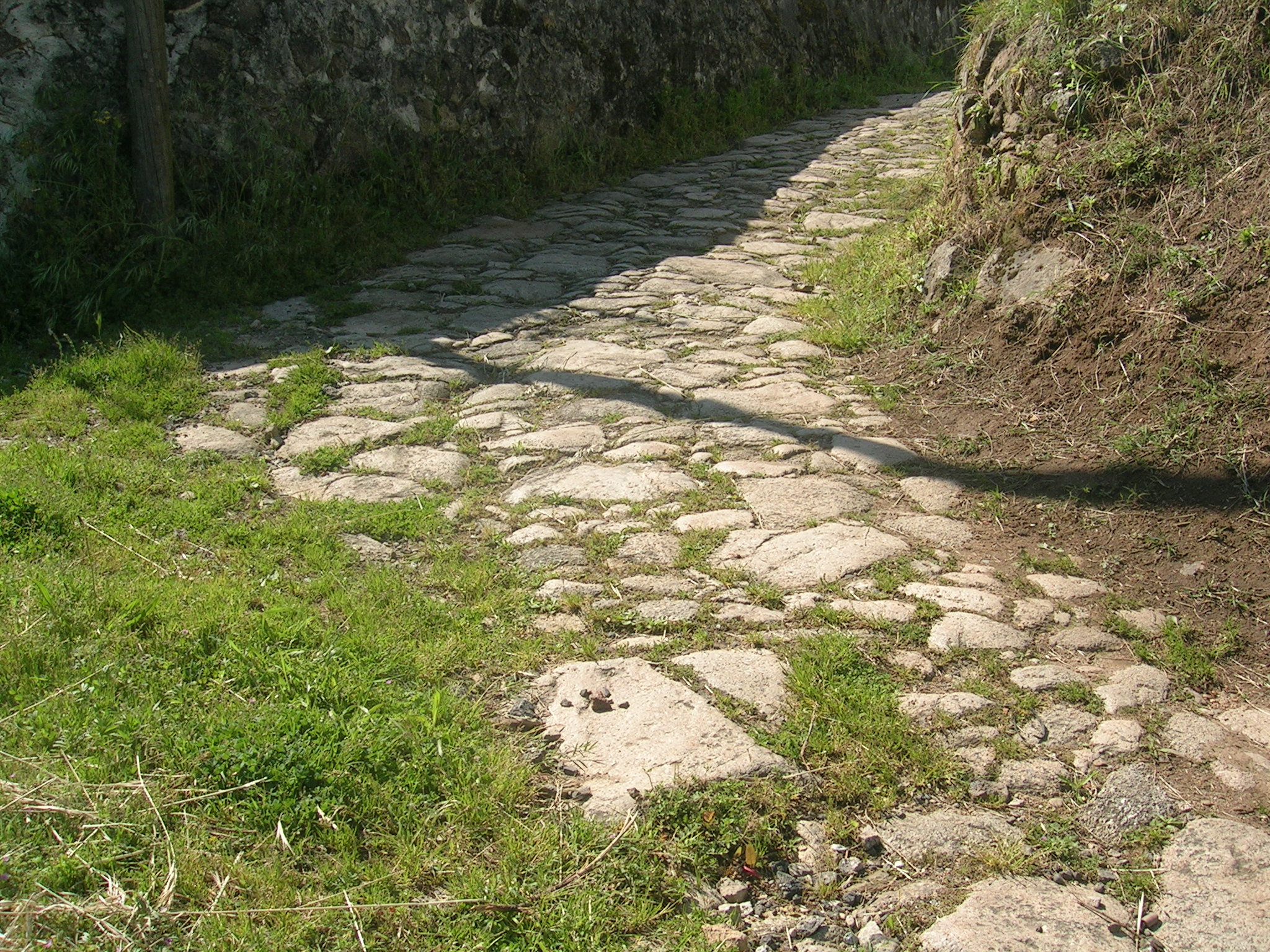
Calçada em Argoncilhe.
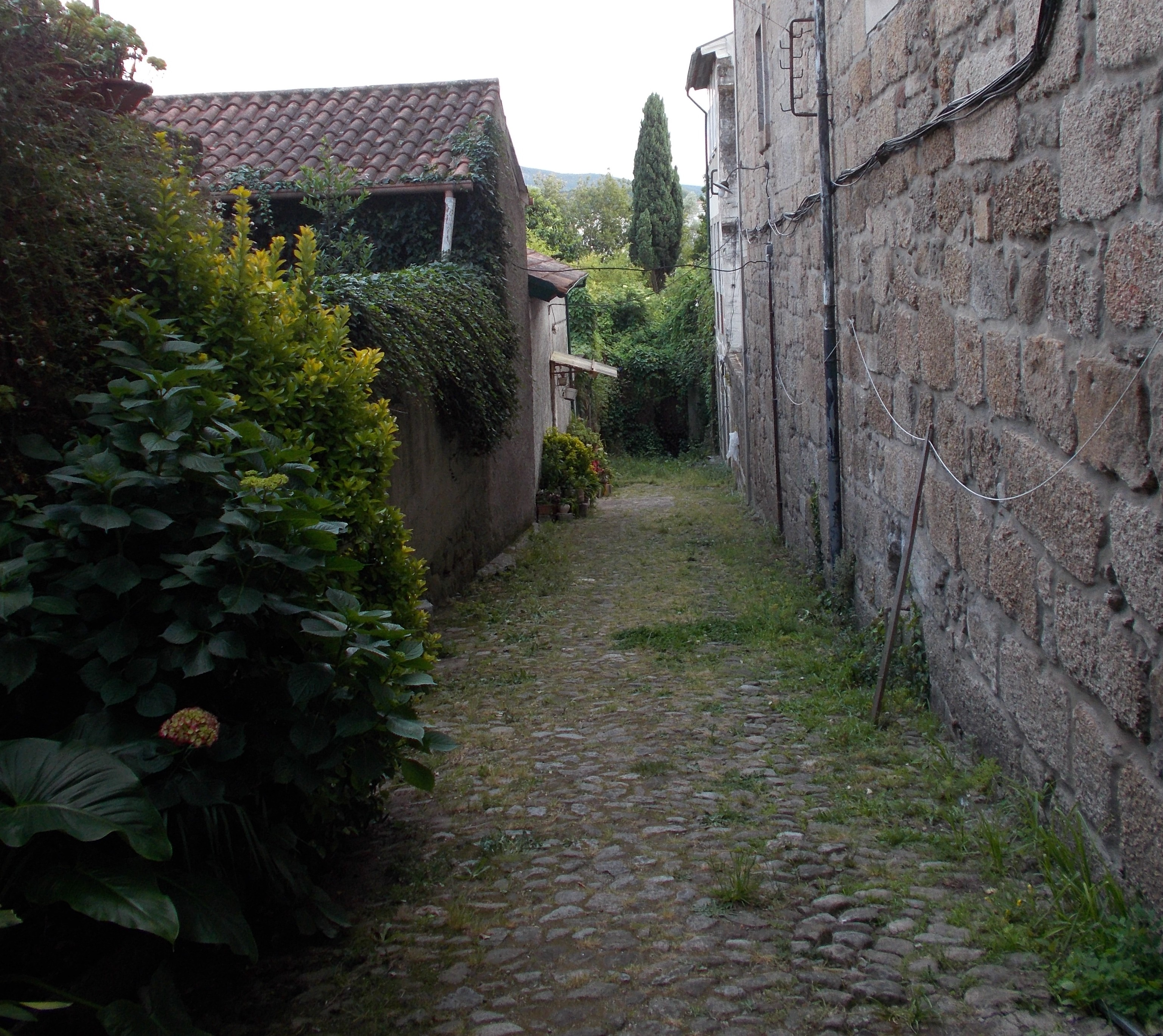
Via XVI em Braga, no fim do percurso, perto da localização do fórum.

## Bibliografía
- Fernando de Almeida (1956) «Marcos Miliários da Via Romana Aeminium-Cale», O Arqueólogo Português, vol. III (nova série), pp. 111-116.
- Luís Seabra Lopes (2000) «A Estrada Emínio-Talabriga-Cale: Relações com a Geografia e o Povoamento de Entre Douro e Mondego», Conimbriga, vol. XXXIX, Instituto de Arqueologia, Coimbra, p. 191-258.
- Para o sub-lanço Bracara-Cale: Antonio Rodríguez Colmenero, Santiago Ferrer Sierra e Rubén Álvarez Asorey (2004): Miliarios e outras inscricións víarias romanas do Noroeste hispánico (conventos bracarense, lucense e asturicense) PDF (Galego). Santiago de Compostela: Consello da Cultura Galega.